# Reggimento
Il reggimento è un'unità militare monoarma composta normalmente da più battaglioni, o anche da un singolo battaglione, oltre al reparto comando.
In taluni eserciti è costituito da più compagnie, come nel caso dell'Esercito francese.
È costituito da un numero variabile di militare in funzione della composizione dei battaglioni. È normalmente comandato da un colonnello.
Il reggimento copre specifiche funzioni nell'ambito delle grandi unità a cui viene aggregato. Nel caso di specialità d'arma particolari (genio, artiglieria, trasporti ecc.) viene aggregato ad unità di livello superiore come unità di supporto.
Attualmente, nell'Esercito Italiano, più reggimenti formano una brigata.
In altri eserciti, invece, più reggimenti formano una divisione.

## In Italia
Questi i reggimenti attivi nelle forze armate italiane:

### Arma dei Carabinieri
Elenco dei reggimenti appartenenti all'Arma dei Carabinieri:
- 4º Reggimento carabinieri a cavallo (Roma)
- 1º Reggimento carabinieri paracadutisti "Tuscania" (Livorno)
- 1º Reggimento carabinieri "Piemonte"
- 3º Reggimento "Lombardia"
- 5º Reggimento "Emilia-Romagna"
- 7º Reggimento carabinieri "Trentino-Alto Adige" (Laives)
- 8º Reggimento "Lazio"
- 10º Reggimento carabinieri "Campania"
- 11º Reggimento carabinieri "Puglia"
- 12º Reggimento "Sicilia"
- 13º Reggimento carabinieri "Friuli-Venezia Giulia" (Gorizia)

### Marina Militare Italiana
Elenco dei reggimenti di fanteria di marina appartenenti alla Marina Militare:
- 1º Reggimento "San Marco" (Brindisi)
- 2º Reggimento "San Marco" (Brindisi)
- 3º Reggimento "San Marco"

### Aeronautica Militare Italiana
Elenco degli stormi paragonabili a reggimenti e non a reparti di volo:
- 16º Stormo protezione delle forze (Martina Franca)
- 17º Stormo incursori "Furbara" (Roma)